# Дюсе-Ле-Шері
Дюсе-Ле-Шері (фр. Ducey-Les Chéris) — муніципалітет у Франції, у регіоні Нижня Нормандія, департамент Манш. Дюсе-Ле-Шері утворено 1 січня 2016 року шляхом злиття муніципалітетів Ле-Шері i Дюсе. Адміністративним центром муніципалітету є Дюсе. Населення — 2828 осіб (01.01.2021).